# Whangamōmona River
Der Whangamōmona River ist ein Fluss in der Region Manawatu-Wanganui auf der Nordinsel von Neuseeland. Nach ihm wurde der Ort Whangamōmona benannt.

## Geographie
Der Fluss entspringt westlich des Tahora Saddle und des Eisenbahntunnels der Okahukura Line. Auf seinem Weg nach Süden wird der Fluss bis zu der kleinen Ortschaft Whangamōmona vom New Zealand State Highway 43 begleitet. Nach zunächst südwestlicher Richtung schwenkt der Fluss bei dem Ort in Südliche Richtung, um dann rund 6,5 km westlich seiner Mündung in den Whanganui River einen weiteren Richtungswechsel nach Osten vorzunehmen. Die Gesamtlänge des Flusses beträgt ca. 52 km.

## Kuriosität
Da der Fluss zum Einzugsgebiet des Whanganui River gehört, wurde 1989 in einer Neugliederung der Regionen von Wellington aus entschieden, das Einzugsgebiet des Flusses und damit auch den Ort der Region Manawatu-Wanganui zugeschlagen, obwohl der Ort selbst auf der Distriktebene zum Stratford District und damit eigentlich zur Taranaki Region gehört. Dieses führte zum Widerstand der Bevölkerung und zu der Ausrufung der Republic of Whangamomona.